# Кампонгспы (город)
Кампонгспы́ (кхмер. ក្រុងកំពង់ស្ពឺ) — город на юге центральной части Камбоджи. Административный центр провинции Кампонгспы.

## География
Абсолютная высота — 39 метров над уровнем моря.

## Население
По данным на 2013 год численность населения составляет 58 388 человек.
Динамика численности населения города по годам:
| 2000   | 2008   | 2013   |
| ------ | ------ | ------ |
| 28 000 | 54 505 | 58 388 |

## Инфраструктура
Имеется рынок, несколько небольших ресторанов и гестхаус.